# Internationella Juristkommissionen
Internationella Juristkommissionen (the International Commission of Jurists, ICJ), är en ideell och politiskt oberoende internationell organisation som består av en sammanslutning av jurister. Organisationen arbetar för mänskliga rättigheter och rättsstatens principer i hela världen. ICJ sänder observatörer till rättegångar där rättssäkerheten står på spel och bedriver påverkansarbete mot regeringar och internationella organisationer, såsom exempelvis FN och Europarådet. Organisationen ger också ut tidskrifter och publicerar pressmeddelanden. 
Huvudkontoret för det internationella sekretariatet finns i Genève. ICJ består av 60 framstående jurister från skilda länder och dess arbete för mänskliga rättigheter har fått ett brett internationellt erkännande. ICJ ansvarade för Declaration of Delhi där 185 jurister från 53 olika länder träffades 1959 i New Delhi för att ta fram en deklaration gällande rättväsendets principer. Kommissionens medlemmar företräder inte de länder de kommer från utan arbetar gemensamt i kommissionen för "the upholding of the rule of law and the legal protection of human rights". Idag har ICJ ca 80 nationella sektioner och anslutna ideella organisationer i ett nätverk som sträcker sig över hela världen. Med hänsyn till organisationens juridiska och rättsliga fokus är medlemmarna i dessa sektioner och organisationer huvudsakligen jurister eller juridikstuderande. 

## Historia
ICJ grundades år 1952 i Berlin till minne av den västtyska juristen Dr Walter Linse som arbetade för mänskliga rättigheter. Han var bland annat ordförande i föreningen Free German Jurists. Den 8 juli 1952 arresterades Walter Linse av östtyska underrättelseagenter som förde honom till underrättelsetjänsten i Sovjetunionen, KGB, där han anklagades för spioneri och antisovjetisk propaganda och avrättades ett år senare trots civila protester och officiell vädjan från bland andra dåvarande förbundskansler Konrad Adenauer. Detta ledde till att en grupp jurister startade en organisation vars syfte är att försvara mänskliga rättigheter genom rättssäkerhet. 
År 1953 bildades den svenska avdelningen av Internationella Juristkommissionen, av bland andra Axel Henrik Munktell som var rättsvetare, politiker och professor i rättshistoria vid Uppsala universitet. 

## Internationella Juristkommissionen i Sverige
Svenska ICJ är en självständig stödorganisation till Internationella Juristkommissionen. Organisationen arbetar för mänskliga rättigheter och rättstatens principer genom seminarier och debatter, remissyttranden och pressmeddelanden. Svenska ICJ ger också ut rapporter. De stödjer även arbetet för mänskliga rättigheter utomlands med hjälp av extern finansiering. Detta gör de genom att ge juridiskt och ekonomiskt stöd till enskilda organisationer som bland annat arbetar med informations- och utbildningsverksamhet, dokumentation av människorättskränkningar, rättshjälp till enskilda och processer mot stater som begår övergrepp. 
ICJ Sverige arbetar för:
- att den offentliga makten utövas under lagarna och den internationella rättens principer
- att Sverige uppfyller sina internationella åtaganden,
- att den enskildes rättigheter och friheter stärks,
- att rättssäkerhet, likhet inför lagen och icke-diskriminering skall prägla all maktutövning,
- att den enskilde har rätt till en rättvis domstolsprövning av kränkningar av sina fri- och rättigheter och rätt till kompensation på grund av sådana kränkningar,
- att den som kränker de mänskliga rättigheterna ställs till ansvar samt
- att domare, åklagare och andra jurister skall vara oberoende och fria att bedriva sin verksamhet utan otillbörliga påtryckningar.

Internationella Juristkommissionen har i Sverige ett kansli som finns på Stora Nygatan 26 i Stockholm (Gamla Stan).

### Ordförande
Ordförande för ICJ Sverige:
- 2014 - Mai Greitz, Peter Varga
- 2013-2014 Thomas Olsson, Naiti del Sante (vice ordförande).
- 2010-2011 Julia DeMarinis Giddings, Cecilia Asklöf, Stellan Gärde (rotation)
- 2009-2010 Cecilia Asklöf, Erik Petersson, Stellan Gärde (rotation)
- 2009-2009 Per Larsson
- 2007-2009 Caroline Szyber
- 2007-2007 Mari-Ann Roos
- 2005-2007 Björn Mothander
- 2004-2005 Stellan Gärde
- 2000-2004 Joakim Nergelius
- 1999-2000 Stellan Gärde t f ordförande
- 1999-1999 Hans-Gunnar Axberger
- 1994-1999 Claes Sandgren
- 1981-1994 Lennart Groll
- 1974-1981 Gunnar Karnell
- 1969-1974 Gustaf Petrén